# Francesco Ercole
Francesco Ercole (La Spezia, 30 de marzo de 1884 - Gardone Riviera, 25 de mayo de 1945) fue un historiador y político de Italia. Considerado por muchos uno de los mayores historiadores del fascismo. 

## Biografía
Licenciado en Derecho, fue profesor en la Universidad de Urbino, Sassari, Cagliari, Palermo y Roma. 
En 1925 él fue uno de los firmantes del Manifiesto de los intelectuales fascistas, elaborado por Giovanni Gentile. 
Fue Ministro de Educación Nacional durante el periodo 1932-1935.
Entre las obras más importantes se encuentran, son: La moral del fascismo de 1927,Del municipio para el principado de 1928 y De Charles VIII a Charles V de 1932.